# Baszowice
Baszowice – wieś w Polsce położona w województwie świętokrzyskim, w powiecie kieleckim, w gminie Nowa Słupia. Leży przy DW751.
Były wsią benedyktynów świętokrzyskich w województwie sandomierskim w ostatniej ćwierci XVI wieku. Do 1870 istniała gmina Baszowice. W latach 1975–1998 miejscowość administracyjnie należała do województwa kieleckiego.

## Części wsi
| SIMC    | Nazwa               | Rodzaj    |
| ------- | ------------------- | --------- |
| 0255220 | Baszowice-Resztówka | część wsi |
| 0255243 | Stare Baszowice     | część wsi |

Przez wieś przechodzi  czerwony szlak rowerowy z Cedzyny do Nowej Słupi.

## Historia
Przed rokiem 1136-1137 wieś była własnością rycerską komesa Wojsława późniejszego fundatora  klasztoru łysogórskiego.
W XIV w. wieś należała do benedyktynów Łysogórskich. Wspomniane w dokumencie z 1351. 
Do czasu kasaty  klasztoru – rok 1819, własność Benedyktynów świętokrzyskiego. W wieku XV wieś posiadała 7 łanów kmiecych, karczmę, 3 zagrodników z rolą i folwark klasztorny. 
Dziesięcinę (do 7 grzyw.) pobierał klasztor (Długosz L. B. II, 490 i III 232).
W drugiej połowie XIX wieku opisano Baszowice jako wieś i folwark, powiecie kieleckim, gminie i parafii Słupia Nowa, odległe 31 wiorst od Kielc. 
Według spisu miast, wsi, osad Królestwa Polskiego z 1827 roku Baszowice liczyły 22 domów i 163 mieszkańców
Kalendarium wydarzeń i osób z nimi związanych, w okresie od XIV do XIX wieku w osobnym artykule: